# 지방도 제927호선
지방도 제927호선은 경상북도 구미시 고아읍 봉한리에서 충청북도 단양군 대강면 장림사거리를 잇는 경상북도의 지방도이다.
2011년 예천댐 건설로 인해 예천군 은풍면(당시 하리면) 구간이 이설되었다.
2023년 7월 군위군 지역이 대구광역시 지역으로 편입되면서 2024년 1월에 노선 개정을 통해 군위군 지역이 지방도 지정에서 해제되었다.

## 연혁
- 2003년 2월 14일 : 충청북도 구간 노선 재지정[2]
- 2003년 2월 20일 : 경상북도 구간 기점을 군위군 군위읍 서부리에서 구미시 고아읍 봉한리로 26 km 구간 연장. 이에 따라 '구미 ~ 단양선'에서 '군위 ~ 단양선'이 됨.[3]
- 2004년 4월 30일 : 하리우회도로(예천군 하리면 오류리 ~ 송월리) 1.79 km 구간 개통, 기존 2.25 km 구간 폐지[4]
- 2005년 12월 6일 : 예천양수발전소 하부저수지 건설로 인해 예천군 하리면 송월리 ~ 상리면 도촌리 3.423 km 구간 이설 개통, 기존 2.14 km 구간 폐지[5]
- 2008년 6월 27일 : 장림 ~ 사인암간 도로 확포장공사로 인해 도로구역 변경[6]
- 2015년 6월 23일 : 단양군 대강면 올산리 위험도로 개량공사 완공[7]
- 2016년 12월 22일 : 예천 ~ 도청간 도로(예천군 호명면 산합리 ~ 예천읍 남본리) 8.5 km 구간 확장 개통, 기존 8.436 km 구간 폐지[8]
- 2021년 12월 6일: 노선 변경으로 경상북도 구간 총 연장을 125.3km에서 137.07km로 변경함.[9]
- 2024년 1월 4일 : 군위군 구간 지방도 지정 해제. 이에 따라 총 연장을 138.97km에서 114.24km로 변경.[10]

## 주요 경유지

### 경상북도
- 구미시
  - 고아읍 봉한리 - 숭선대교
  - 해평면 숭선대교 - 길수 교차로 - 해평 교차로 - 해평리 - 해평교 - 오상삼거리 - 해평버스터미널 - 낙성교 - 월호리 - 후명교 - 도문리 - 나밀재

- 의성군
  - 금성면 도경리 - 청로리 - 청로교사거리 - 청로교 - 청로교 북단 - 대리리 - 대리삼거리 - 초전교 - 초전리 - 구련리
  - 봉양면 삼산리 - 장대리 - 장대교 - 일산초등학교 (폐교) - 구산리 - 구미교 - 구미삼거리 - 의성소방서 - 온천삼거리 - 봉양정보고등학교 - 화전리 - 온천삼거리 - 사부리
  - 안평면 대사리 - 도옥교 - 도옥리 - 괴산리 - 박곡교 - 안평우체국 - 안평파출소 - 안평중학교 - 창길리 - 하령교 - 하령리 - 금곡리 - 검실재
  - 신평면 검실재 - 검곡리 - 마안교 동단 - 교안리 - 신평면사무소 - 청운교 - 청운리
- 안동시
  - 풍천면 신성리 - 기산리 - 구담교
- 예천군
  - 지보면 구담교 - 구담교 북단 - 암천리
- 안동시
  - 풍천면 풍천초등학교 - 구담리
- 예천군
  - 호명읍 금릉리 - 경상북도청이전신도시 - 산합리 - 홍구동삼거리 - 한알중고등학교 (폐교) - 호명보건지소 - 오천1교 - 오천리 - 오천교 - 월포리 - 고평교 서단
  - 예천읍 청복리 - 양궁장 교차로 - 동예천 교차로 - 예천철도육교 - 청복 교차로 - 예천여자중학교 - 남산 교차로 - 남본리 - 예천청소년수련관 - 동본사거리 - 예천공설운동장 - 예천군보건소 - 한천삼거리 - 우계삼거리 - 우계리 - 생천리
  - 용문면 하학리 - 대제리
  - 은풍면 부초리 - 오류리 - 하리교 - 우곡리 - 은풍중학교 - 송월 교차로 - 송월리 - 예천댐
  - 효자면 높은다리 - 사곡 교차로 - 효자면 행정복지센터 - 자래교 - 도촌리 - 상리초등학교 - 두성리 - 용두리 - 저수재 (저수령) (해발 850m)

### 충청북도
- 단양군
  - 대강면 저수재 (저수령) (해발 850m) - 소백산관광목장 - 올산리 - 덕촌리 - 미노삼거리 - 미노리 - 미노교 - 성금교 - 황정리 - 직티리 - 사인암삼거리 - 덕고개 - 괴평리 - 두음리 - 장림교 - 장림사거리

### 해제 구간
이 구간은 2024년부터 해제되었다.
- 대구광역시
  - 군위군
    - 소보면 나밀재 - 도산리 - 도산1교 - 서군위IC 교차로(서군위 나들목) - 신계리 - 대구송원초등학교 - 소보면 행정복지센터 - 송원삼거리 - 소보교 서단
    - 군위읍 (미개통 구간 : 풍령 - 내량리) - 내량교 - 정리 - (군위교) - 서부네거리 - 군위농협 - 군위우체국 - 동부사거리 - 하곡리 - 용대교 - 용대리 - 광현리

## 중복 구간
- 의성군 금성면 대리삼거리 : 지방도 제930호선과 중복
- 의성군 금성면 청로교사거리 ~ 대리삼거리 : 국도 제28호선과 중복
- 의성군 금성면 대리리 ~ 대리삼거리 : 국가지원지방도 제68호선과 중복
- 의성군 봉양면 구미삼거리 ~ 온천삼거리 : 국도 제5호선, 국도 제28호선, 국가지원지방도 제68호선과 중복
- 의성군 안평면 안평파출소 ~ 신평면 마안교 동단 : 지방도 제912호선과 중복
- 예천군 호명읍 홍구동삼거리 ~ 호명보건지소 : 지방도 제924호선과 중복

## 도로명
- 경상북도
  - 구미시 고아읍 봉한리 ~ 해평면 오상삼거리 : 숭선로
  - 구미시 해평면 오상삼거리 ~ 낙성교 북단 : 강동로
  - 구미시 해평면 낙성교 북단 ~ 나밀재 : 도신로
  - 의성군 금성면 도경리 ~ 청로교사거리 : 군위금성로
  - 의성군 금성면 청로교사거리 ~ 대리삼거리 : 동부로
  - 의성군 금성면 대리삼거리 ~ 봉양면 구미삼거리 : 조문로
  - 의성군 봉양면 구미삼거리 ~ 온천삼거리 : 경북대로
  - 의성군 봉양면 온천삼거리 ~ 예천군 호명읍 고평교 서단 : 봉호로
  - 예천군 호명읍 고평교 서단 ~ 예천읍 남산 교차로 : 양궁로
  - 예천군 예천읍 남산 교차로 ~ 우계삼거리 : 충효로
  - 예천군 예천읍 우계삼거리 ~ 효자면 저수재 (저수령) : 도효자로
- 충청북도
  - 단양군 대강면 저수령 (저수재) ~ 미노삼거리 : 도효자로
  - 단양군 대강면 미노삼거리 ~ 사인암삼거리 : 온천로
  - 단양군 대강면 사인암삼거리 ~ 장림사거리 : 사인암로